# Heterostegane flavata
Heterostegane flavata är en fjärilsart som beskrevs av W. Warren 1905. Heterostegane flavata ingår i släktet Heterostegane och familjen mätare. Inga underarter finns listade i Catalogue of Life.